# Muthakapalli, Srinivaspur
Muthakapalli là một làng thuộc tehsil Srinivaspur, huyện Kolar, bang Karnataka, Ấn Độ.